# Grande moschea Jamia
La grande moschea Jamia si trova nel distretto di Bahria town, a Lahore, Pakistan. È la terza moschea per larghezza in Pakistan, e la settima a livello mondiale.
Progettata da Nayyar Ali Dada & Associati, è stata inaugurata in occasione dell'Id al-adha del 6 ottobre 2014. L'interno può ospitare 25.000 persone, mentre il cortile e i corridoi che portano alla sala principale ne possono ospitare 70.000.
Influenzata dagli stili delle moschee Imperiale, Wazir Khan e Sheikh Zayed, ha avuto un costo di 4 miliardi di rupie (circa 40 milioni di euro).
La struttura comprende quattro minareti, alti ognuno 50 metri, e una grande cupola circondata da una ventina di cupole minori. La superficie esterna è ricoperta da 4 milioni di piastrelle multani realizzate a mano. Gli interni sono invece decorati con tappeti turchi realizzati in maniera artigianale, e 50 lampadari importati dall'Iran.